# 生駒親清
生駒 親清（いこま ちかきよ）は、戦国時代から安土桃山時代にかけての武将。織田氏の家臣。諱は吉一とも。

## 略歴
生駒親重の次男として誕生した。織田信長の側近として仕え、朱印状の取次、奉書の発給を行なっている（『薬師寺文書』）。
天正5年（1577年）3月、信長の雑賀党攻撃に甥の一正と共に従軍し、紀伊の根来口に在陣した。天正6年（1578年）12月、荒木村重の謀反の際にも信長に従って摂津高槻城在番、次いで付城の古屋野・池上砦に在番した（『信長公記』）。
本能寺の変後は羽柴秀吉に仕え、天正12年（1584年）の小牧・長久手の戦いに従軍した。